# Блохи (деревня)
 Блохи — деревня в Кировской области. Входит в состав муниципального образования «Город Киров»

## География
Расположена на расстоянии примерно 9 км по прямой на юго-запад от железнодорожного вокзала станции Киров.

## История
Известна с 1802 года  как починок Федотовской в 1-м селении с 4 дворами. В 1873 году здесь (деревня Федотовская 2-я или Блохи) дворов 5 и жителей 33, в 1905 (Федотовская 1-я или Блохи) 7 и 38, в 1926 (Блохи или Федотовский 1-й) 9 и 50, в 1950 9 и 32, в 1989 уже не было постоянных жителей. Административно подчиняется Ленинскому району города Киров.

## Население
Постоянное население составляло 0 человек в 2002 году, 4 в 2010.